# Ophion clio
Ophion clio är en stekelart som beskrevs av Ian D. Gauld 1988. Ophion clio ingår i släktet Ophion och familjen brokparasitsteklar. Inga underarter finns listade i Catalogue of Life.